# Robert MacDonald (Spezialeffektkünstler)
Robert Andrew MacDonald (* 16. Juli 1912 in Los Angeles County, Kalifornien; † 12. Mai 1989 in Camarillo, Kalifornien) war ein US-amerikanischer Spezialeffektkünstler, der 1960 für den Monumentalfilm Ben Hur und 1963 für den Kriegsfilm Der längste Tag mit einem Oscar ausgezeichnet wurde.
Außerdem war er bereits 1946 mit dem Kriegsdrama Schnellboote vor Bataan für einen Oscar nominiert.

## Leben
Gleich bei seiner ersten Mitwirkung an einem Film erhielt MacDonald 1946 zusammen mit A. Arnold Gillespie, Donald Jahraus und Michael Steinore eine Oscar-Nominierung in der Kategorie „Beste Spezialeffekte“ für den Kriegsfilm Schnellboote vor Bataan mit Robert Montgomery, John Wayne und Donna Reed in den Hauptrollen. Die Auszeichnung ging jedoch an John P. Fulton und Arthur Johns und den Geisterfilm Der Wundermann. Daran schlossen sich die oscargekrönten Monumentalfilme Ben Hur (1959) von William Wyler mit Charlton Heston, Haya Harareet und Stephen Boyd und Der längste Tag (1962) an, einer der aufwändigsten Kriegsfilme überhaupt, für den vier Regisseure für die jeweils verschiedenen Handlungsstränge zuständig waren.
Im Jahr 1965 war MacDonald in der Komödie Was gibt’s Neues, Pussy? mit Peter Sellers, Peter O’Toole und Romy Schneider für die Spezialeffekte zuständig. Der Western Der Texaner von und mit Clint Eastwood stand 1976 auf seinem Programm, 1978 das Action-Drama Superman mit Christopher Reeve. Anfang der achtziger Jahre wandte er sich komödiantischen Horrorfilmen bzw. Abenteuerfilmen zu mit Gremlins – Kleine Monster (1984), Enemy Mine – Geliebter Feind (1985) von Wolfgang Petersen mit Dennis Quaid und Louis Gossett junior sowie seinem letzten Film Howard – Ein tierischer Held (1986), in dem er federführend für sämtliche Spezialeffekte zuständig war.

## Filmografie (Auswahl)
- 1945: Schnellboote vor Bataan (They Were Expendable)
- 1959: Ben Hur
- 1962: Der längste Tag (The Longest Day)
- 1965: Was gibt’s Neues, Pussy? (What’s New Pussycat?)
- 1966: Brennt Paris? (Paris brûle-t-il?)
- 1968: Die Platinblonde (The Biggest Bundle of Them All)
- 1968: Angriff der leichten Brigade (The Charge of the Light Brigade)
- 1969: Alfred der Große – Bezwinger der Wikinger (Alfred the Great)
- 1970: Ryans Tochter (Ryan’s Daughter)
- 1972: Is’ was, Doc? (What’s Up, Doc?)
- 1975: Der einsame Job (Report to the Commissioner)
- 1975: Doc Savage – Der Mann aus Bronze (Doc Savage: The Man of Bronze)
- 1976: Der Texaner (The Outlaw Josey Wales)
- 1977: Marschier oder stirb (March or die)
- 1978: Der Himmel soll warten (Heaven Can Wait)
- 1978: Superman
- 1980: Der Tag, an dem die Welt unterging (When Time Ran Out …)
- 1982: Geliebter Giorgio (Yes, Giorgio)
- 1984: Gremlins – Kleine Monster (Gremlins)
- 1985: Explorers – Ein phantastisches Abenteuer (Explorers)
- 1985: Enemy Mine – Geliebter Feind (Enemy Mine)
- 1986: Howard – Ein tierischer Held (Howard the Duck)

## Auszeichnungen
- 1946: Oscarnominierung für Schnellboote vor Bataan
- 1960: Gewinner des Oscars für Ben Hur
 zusammen mit A. Arnold Gillespie (Visual Effects) und Milo B. Lory (Audible Effects)
- 1963: Gewinner des Oscars für Der längste Tag
 zusammen mit Jacques Maumont (Akustische Effekte)